# Karel Procházka (politik ČSL)
Karel Procházka (11. dubna 1908 Dobruška – 27. dubna 1974 Opočno) byl český a československý politik a poválečný poslanec Prozatímního Národního shromáždění za Československou stranu lidovou. Po roce 1948 politicky pronásledován a vězněn.

## Biografie
Po absolvování obecné školy vystudoval učitelský ústav v Hradci Králové. Působil na řadě míst východních Čech jako učitel dějepisu a zeměpisu. Od roku 1941 řídíci učitel ve Skalce u Dobrušky. Od roku 1933 byl členem ČSL. Za války se účastnil domácího odboje. Po válce se stal předsedou krajské organizace ČSL.
V letech 1945–1946 byl poslancem Prozatímního Národního shromáždění za ČSL. Setrval zde do parlamentních voleb v roce 1946.
Po únoru 1948 byl propuštěn ze školy a politicky pronásledován. Krátce pracoval jako dlaždič. Komunisté na něj nasadili konfidenta, který jej přesvědčil, aby se pokusil emigrovat. Při ilegálním pokusu o překročení hranic byl zadržen. V létě 1949 odsouzen pro trestný čin velezrady a vyzvědačství na třicet let odnětí svobody. Prošel řadou věznic (Bory, Leopoldov, Valdice). V květnu 1960 propuštěn na amnestii. Vrátil se do Dobrušky a následně byl zaměstnán u Okresního stavebního podniku jako skladník a pak u ČSAD jako vrátný a pumpař.
Filcunk

Všechno mně vyfilcli,

už nemám nic!

I Písmo,

růženec,

fotku – teplý dech života –

nakonec i víčko od krabičky

zápalek

s obrázkem bílé holubičky,

podle té od Picassa –.

To nebyla holubička,

byl to pták

Ohnivák,

volného letu krása

ze světa bez mříží –

byl to obrázek mé ženy,

jak bílá a úsměvem zlatá,

oči oblohou otevřeny,

zda už se navracím vyhlíží,

byl to obraz dcerek,

jak je vidí táta –

obrázek – větvička naděje,

že vlny opadnou a duha se zaskvěje –

bílá holubice

znamená taky DUCHA,

který přijde

a obnoví tvářnost

mé milované země!

(Z rukopisného svazečku vězeňských básní Kruh a kříž)